# Зини, Луиджи
Луиджи Зини (итал. Luigi Zini, 11 февраля 1821, Модена — 21 сентября 1894, Модена) — итальянский историк и политический деятель.

## Биография
В 1848 году был избран генеральным секретарем моденского временного правительства. Во время реакции переселился в Пьемонт, где натурализовался и был преподавателем истории и географии. В 1859 граф Кавур послал Зини с тайной миссией в Модену; немного спустя Зини, в качестве чрезвычайного комиссара короля, захватил герцогство и управлял им несколько дней, до прибытия губернатора.
Позже с честью занимал целый ряд важных государственных должностей. В 1853 издал «Sommario della Storia d’Italia», которая имела успех среди молодежи и выдержала несколько изданий. Между 1866 и 1875 опубликовал «Storia d’Italia dal 1850 al 1866», которая составляет продолжение истории, написанной La Farina.